# Avia BH-26
Die Avia BH-26 ist ein tschechoslowakisches zweisitziges Jagd- und Aufklärungsflugzeug. Geflogen wurde es hauptsächlich in den 1930er-Jahren.

## Geschichte
1926 wurde die Maschine durch die tschechischen Konstrukteure Pavel Beneš und Miroslav Hajn (deshalb das Kürzel BH) bei Avia in Prag-Vysočany entwickelt. Neben der Aufklärung sollte die Maschine auch in der Lage sein, einen Luftkampf zu führen. Das Flugzeug besaß anfangs ein einteiliges Seitenruder, nach aerodynamischen Schwierigkeiten erhielt es eine vorangestellte starre Heckflosse. Der Erstflug erfolgte 1927. Obwohl es an sich eine gute Maschine war, wurden nur acht Exemplare gebaut. Sie kamen bei der zentralen Flugschule der tschechoslowakischen Luftstreitkräfte unter der Bezeichnung B.26 zum Einsatz. Noch während die BH-26 in der Serienproduktion war, wurde schon am Nachfolger BH-28 gearbeitet. Dieser kam jedoch nie zum Einsatz. Mit Beginn des Zweiten Weltkrieges wurden die Flugzeuge kurzzeitig von der deutschen Wehrmacht als Kurierflugzeuge eingesetzt. Ab 1940 wurden sie jedoch aus dem Dienst genommen und verschrottet.

## Konstruktion
Die Maschine ist als Ganzmetalldoppeldecker konstruiert. Die Seitenwände am Rumpf waren glatt nach unten geführt und besaßen einen eckigen Querschnitt, während bei Modellen anderer Hersteller runde Rümpfe bevorzugt wurden. Die Tragflächen waren einholmig und untereinander sowie mit dem Rumpf mit N-Stielen verbunden und zusätzlich verspannt. Sie hatten zudem unterschiedliche Spannweiten, wobei der Unterflügel als typische Beneš-/Hajn-Konstruktion etwas länger als der obere war. Der Motor war eine Lizenzproduktion des britischen Bristol Jupiter IV.

## Militärische Nutzung
Tschechoslowakei
- Tschechoslowakische Luftstreitkräfte

 Deutsches Reich
- Luftwaffe: nach der Besetzung der Tschechoslowakei wurden mehrere Maschinen als Kurierflugzeuge eingesetzt

## Technische Daten

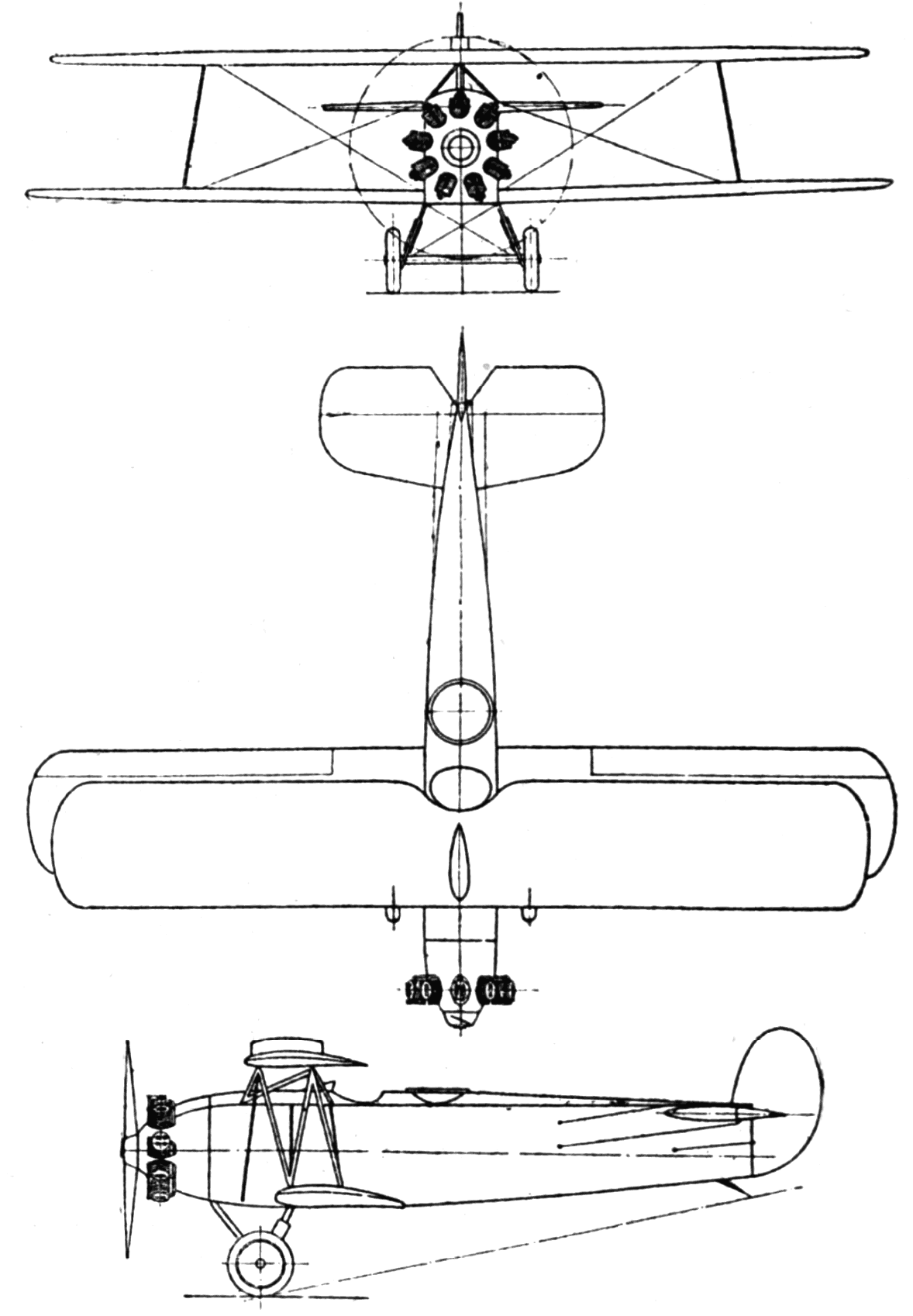
Dreiseitenansicht

| Kenngröße             | Daten |
| --------------------- | --- |
| Besatzung             | 1 |
| Länge                 | 8,85 m |
| Spannweite            | 10,80 m |
| Höhe                  | 3,35 m |
| Flügelfläche          | 31 m² |
| Leermasse             | 1030 kg |
| max. Startmasse       | 1630 kg |
| Reisegeschwindigkeit  | 220 km/h |
| Höchstgeschwindigkeit | 242 km/h |
| Dienstgipfelhöhe      | 8500 m |
| Reichweite            | 530 km |
| Triebwerke            | 1 × 9-Zylinder-Sternmotor Walter Jupiter (Lizenzbau) mit 313 kW (426 PS)                                        |
| Bewaffnung            | 2 × starre vorwärtsfeuernde 7,7-mm-Vickers-MG und 2 × 7,7-mm-Lewis-MG auf Škoda-Drehlafette im hinteren Cockpit |